# 셋카이촌
셋카이촌(石海村)은 효고현 이보군에 존재했던 촌이다. 1951년에 이카루가정, 오타촌과 합병해 다이시정이 성립하여 소멸하였다.

## 역사
- 1889년 4월 1일 - 정촌제 시행에 의해 잇토군 셋카이촌이 성립하였다.
- 1896년 4월 1일 - 이보군이 성립하여, 소속이 변경되었다.
- 1951년 4월 1일 - 이카루가정, 오타촌과 합병해 다이시정이 되었기 때문에 소멸하였다.